# Spaccanapoli
- Spaccanapoli vista da Castel Sant'Elmo;
- Spaccanapoli vista da piazza San Domenico Maggiore;
- Piazzetta Nilo, con la barocca chiesa di Sant'Angelo a Nilo;
- Largo Corpo di Napoli, dominata dalla scultura marmorea del dio Nilo.

Spaccanapoli è un'arteria viaria del centro antico di Napoli ed è una delle vie più importanti della città. Prende nell'area centrale i nomi ufficiali di via Pasquale Scura, via Benedetto Croce e via San Biagio dei Librai. Corrisponde al decumano inferiore di epoca romana e alla plateia di epoca greca.
Insieme con il decumano maggiore e il decumano superiore è una delle tre strade principali dell'impianto urbanistico progettato in epoca greca e che attraversavano in tutta la loro lunghezza l'antica Neapolis. Divenne tra il Medioevo e l'Ottocento importante sia per i conventi degli ordini religiosi sia per le abitazioni di uomini potenti che vi vissero. È comunemente chiamata "Spaccanapoli" in quanto divide nettamente, con la sua perfetta linearità, la città antica tra il nord e il sud.

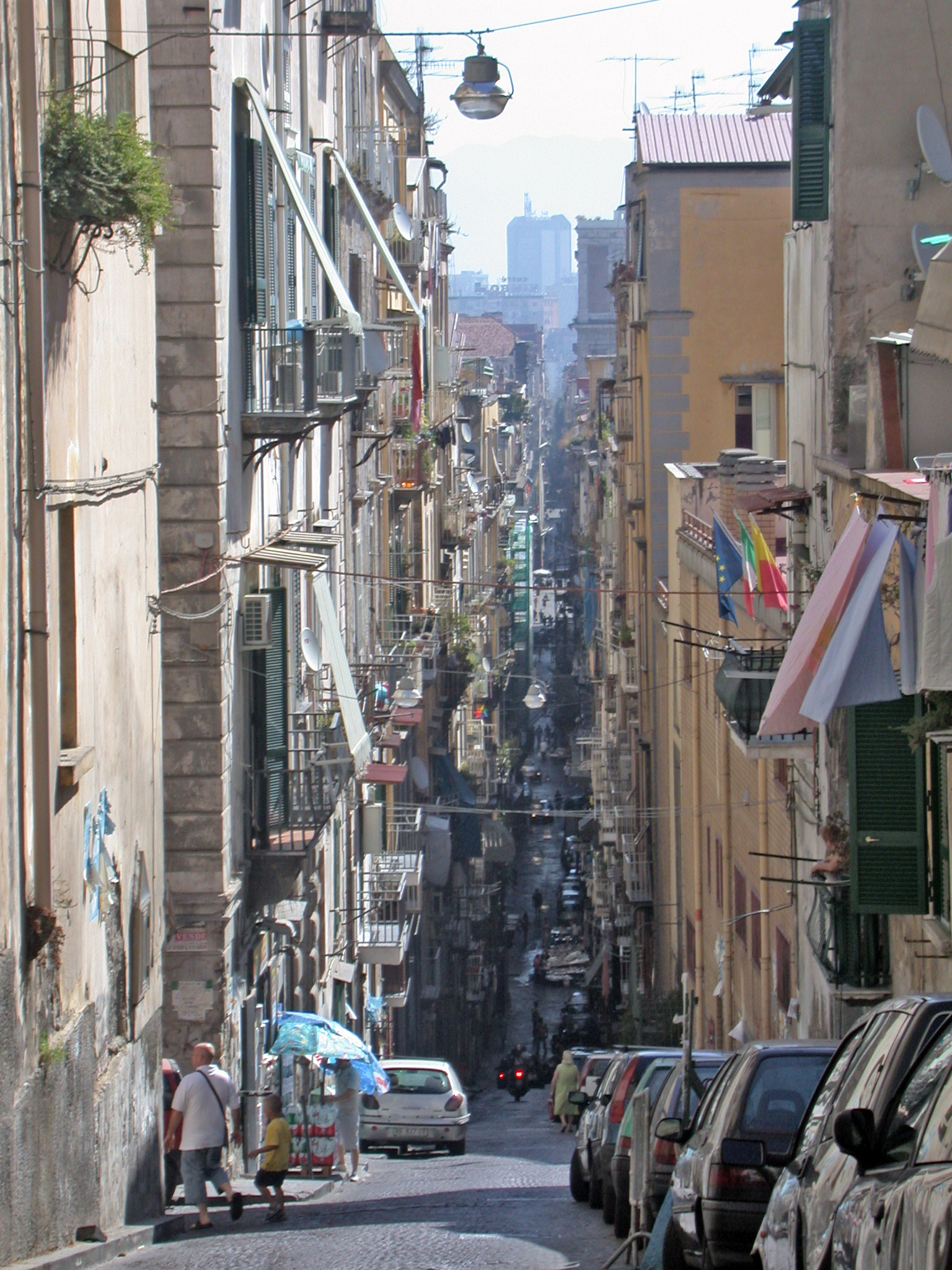
Spaccanapoli dall'apice di via Pasquale Scura

## Storia
(Stanislao Nievo)
In origine, il tracciato sorgeva da piazza San Domenico Maggiore e proseguiva fino a via Duomo. In epoca romana, la via si allungò e inglobò anche la zona dell'attuale piazza del Gesù Nuovo, come testimoniano i resti delle terme romane ritrovate sotto il chiostro della basilica di Santa Chiara.
Durante il Rinascimento, la via subì enormi cambiamenti: le strutture gotiche vennero rimaneggiate e si realizzarono edifici sui suoli di antichi palazzi demoliti. I principali architetti del Rinascimento napoletano furono Giovanni Francesco Mormando e Giovanni Francesco di Palma che progettarono, tra l'altro, il Palazzo Marigliano e il Palazzo Pinelli.
Durante il Cinquecento, il viceré Don Pedro de Toledo avviò un processo di espansione territoriale verso la collina di San Martino e allineò il decumano con un'arteria dei Quartieri Spagnoli, in modo da collegarli con il centro della città per favorire gli spostamenti.
Tra il Seicento ed il Settecento gli edifici privati e di culto subirono ulteriori rimaneggiamenti. Nell'Ottocento alcuni palazzi vennero di nuovo ripristinati nelle forme originali per la loro importanza, mentre solo nel secolo scorso, a causa della seconda guerra mondiale, la chiesa di Santa Chiara riprese la sua struttura gotica celata dagli stucchi settecenteschi.

## Tracciato
Il decumano si suddivide in tre spezzoni:
- il primo tratto incomincia da piazza del Gesù Nuovo per proseguire per l'attuale via Benedetto Croce, passando per piazza San Domenico Maggiore, piazzetta Nilo e largo Corpo di Napoli;
- la parte centrale è via San Biagio dei Librai;
- via Vicaria Vecchia, via Forcella, via Giudecca Vecchia e via Ottavio Tupputi, superato l'incrocio con via Duomo, costituiscono il tratto finale del decumano.

La moderna concezione di "Spaccanapoli" invece include anche le espansioni che si sono avute nel corso del XVI secolo le quali hanno visto allungare il tratto iniziale fino ai Quartieri Spagnoli. Intendendo il toponimo Spaccanapoli, il decumano incomincia allora da via Pasquale Scura, sita sulla cima dei Quartieri Spagnoli; da questo “belvedere”, dove si trova la Chiesa di Santa Maria ad Ogni Bene dei Sette Dolori, si può osservare d’infilata tutta Spaccanapoli, denominata da Carlo Celano come la strada di Nilo, o di Nido, lunga 1128 passi.
Scendendo si arriva alla parte centrale, che incomincia con l'incrocio di via Toledo, ed è formata dalle vie Maddaloni, Domenico Capitelli, Benedetto Croce e San Biagio dei Librai.

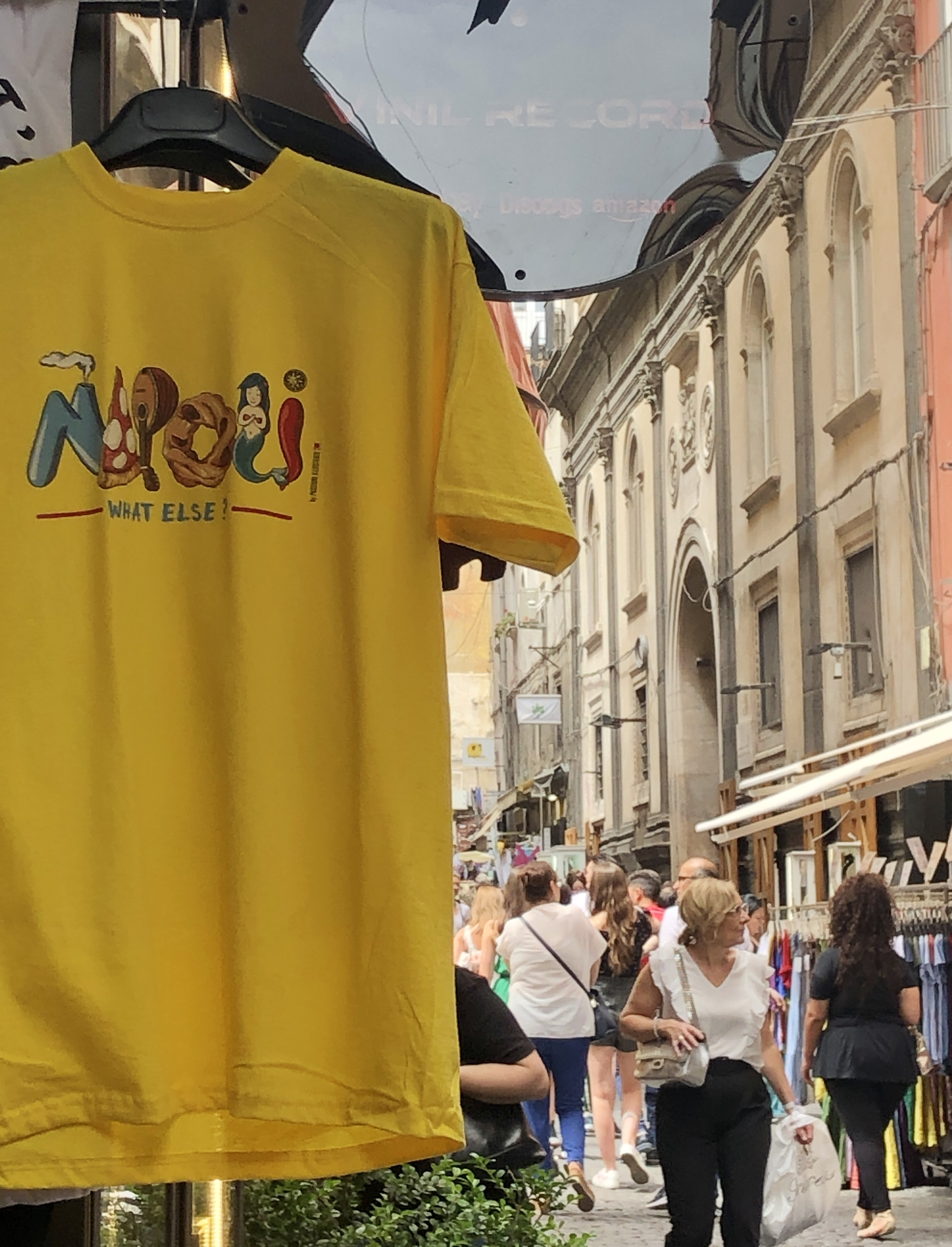
Una affollata Spaccanapoli (da Via San Biagio dei Librai)

Lungo via San Biagio dei Librai, uno dei cardini (o stenopos) che sale verso nord, collegando il decumano inferiore a quello maggiore, è via San Gregorio Armeno.

### Edifici
Su Spaccanapoli si affacciano numerosi edifici di culto di significativa importanza, centri della cristianità napoletana. Tra i principali vi sono la chiesa del Gesù Nuovo, quella di Santa Chiara e quella San Domenico Maggiore.
Il primo che si incontra partendo da piazza del Gesù è la chiesa del Gesù Nuovo, o della Trinità Maggiore. Completata nel Settecento, oltre che per l'imponente facciata rinascimentale e il notevole interno barocco, oggi è conosciuta anche perché custodisce il corpo di Giuseppe Moscati, un medico di fede e di preghiera, divenuto santo nel 1987.
Di fronte alla chiesa del Gesù Nuovo è la basilica di Santa Chiara, con l'annesso complesso monastico. Voluta da Roberto d'Angiò nel XIV secolo, la chiesa si presenta subito con una sobria e imponente facciata, con un grande rosone centrale. Gli interni, gravemente danneggiati dai bombardamenti su Napoli della seconda guerra mondiale, ospitano anche la tomba della dinastia dei Borbone.
Più avanti vi è invece il complesso di San Domenico Maggiore, tra i più antichi, grandi e storicamente e culturalmente rilevanti della città. La sua estensione arrivava fino a via San Sebastiano, alle spalle del conservatorio di San Pietro a Majella, e fu luogo in cui vi studiarono e/o insegnarono filosofi come San Tommaso d'Aquino, Giordano Bruno e Tommaso Campanella.
Tra gli edifici principali che si trovano lungo Spaccanapoli, si possono citare (da ovest verso est):
- Chiesa di Santa Maria ad Ogni Bene dei Sette Dolori;
- Palazzo in via Pasquale Scura n.37
- Complesso di Santa Maria dello Splendore;
- Palazzo Massa;
- Chiesa di Santa Maria del Presidio;
- Palazzo Gagliani;
- Palazzo in via Pasquale Scura n.14;
- Palazzo Positano;
- Palazzo Della Posta-D'Aponte;
- Palazzo Carafa di Maddaloni;

Da qui in poi inizia l'originario decumano di epoca greco-romana
- Palazzo delle Congregazioni;
- Palazzo Pandola;
- Chiesa di Gesù Redentore e San Ludovico d'Angiò;
- Chiesa del Gesù Nuovo;
- Casa Professa dei Padri Gesuiti;
- Basilica di Santa Chiara;
- Chiesa di Santa Marta;
- Palazzo Filomarino;
- Palazzo Mazziotti;
- Palazzo Venezia;
- Palazzo Carafa della Spina;
- Palazzo Pinelli;
- Palazzo Tufarelli;
- Palazzo Petrucci;
- Palazzo di Sangro di Casacalenda;
- Chiesa di San Domenico Maggiore;
- Palazzo Saluzzo di Corigliano;
- Palazzo De Sangro di Vietri;
- Chiesa di Sant'Angelo a Nilo;
- Palazzo Pignatelli di Toritto;
- Chiesa di Santa Maria Assunta dei Pignatelli;
- Palazzo Carafa di Montorio
- Chiesa di San Nicola a Nilo;
- Palazzo Diomede Carafa;
- Palazzo Di Gennaro;
- Chiesa dei Santi Filippo e Giacomo;
- Monte di Pietà;
- Chiesa di San Biagio Maggiore;
- Chiesa di San Gennaro all'Olmo;
- Palazzo Marigliano;
- Palazzo Mastrilli;
- Chiesa di San Nicola a Pistaso;
- Chiesa del Divino Amore;
- Chiesa di San Giorgio Maggiore;
- Chiesa delle Crocelle ai Mannesi;
- Chiesa di Sant'Agrippino a Forcella.

### Obelischi e sculture
- Obelisco dell'Immacolata;
- Obelisco di San Domenico;
- Statua del dio Nilo.